# 비기라
비기라(Bigyra)는 부등편모조류 계통군 기저부에 위치하는 미생물 진핵생물 분류군의 하나이다. 여기에는 잘 알려진 세 종류의 종속영양생물 그룹인 비코소에카류, 블라스토키스티스류, 망형충류와 환경 DNA 샘플을 통해 처음에 발견된 몇 가지 작은 계통군이 포함된다. 또한 오팔충류, 사게니스타류를 포함하는 것으로 기술되기도 한다. 비기라류의 분류는 발견 이후 여러 번 변경되었으며 단일 계통은 해결되지 않은 상태로 남아 있다.

## 하위 분류
- 사게니스타류 (Sagenista)
  - 비코소에카강 (Bicosoecea)
  - 망형충강 (Labyrinthulomycetes)
- 오팔충류 (Opalinata/Slopalinida)
  - 오팔리나강 (Opalinea)
  - 블라스토키스티스강 (Blastocystae)